# Веракруз (држава)
Веракруз (шп. Estado de Veracruz de Ignacio de la Llave), држава је Мексика. Налази се на западној обали Мексичког залива. Има површину од 71.699 km² и око 7,3 милиона становника. 
Јужни део Државе Веракруз је од 1200. године п. н. е. до 400. године п. н. е. припадао културном подручју цивилизације Олмека. Центри ове културе су били у местима Сан Лоренцо и Трес Запотес. Од 300. до 900. године нове ере, централни део данашње државе био је под утицајем Теотиуакана, али се разликовао посебним писмом. Из овог доба потичу „пирамиде са нишама“ из Ел Таина. Последње пре-хиспанске цивилизације на територији Државе Веракруз били су Толтеци и делом Астеци. 
Поред ових и данас присутних група индијанског становништва, услед отворености Веракруза ка региону Кариба, ово је једина мексичка држава са значајним бројем афричког становништва.
Главни град државе није највећи град и лука Веракруз, већ град са пријатнијом климом, Халапа. 
Најважнија привредна активност државе је експлоатација нафте. Традиционални извозни производи су: кафа, гума, какао, ванила и памук. 

## Становништво
| 1990.     | 1995.     | 2000.     | 2005.     | 2010.     |
| --------- | --------- | --------- | --------- | --------- |
| 6.228.239 | 6.737.324 | 6.908.975 | 7.110.214 | 7 643 194 |